# Wiwa
Les Wiwas sont une ethnie indigène de la Colombie. Ils vivent dans la Sierra Nevada de Santa Marta, massif montagneux de la cordillère des Andes.
Dans la Sierra Nevada de Santa Marta, les Wiwas et trois autres groupes indigènes : les Arhuacos, les Kogis et les Kankuamos luttent pour survivre et défendre leur culture. Ces quatre peuples (40 000 personnes environ) sont pris entre différents groupes armés en lutte pour le contrôle de cette région stratégique. La vie et l'héritage culturel des populations de la Sierra Nevada de Santa Marta se trouvent ainsi menacés.

## Autres dénominations
Le peuple Wiwa est aussi appelé : Arosario, Arsario, Malayo, Guamaca, Guamaka, Maracasero, Marocasero, Sancá, Sanka, Wamaka.

## Répartition géographique
Les Wiwas vivent dans la Sierra Nevada de Santa Marta, principalement au nord de Valledupar, la capitale du département de Cesar, au nord-est de la Colombie, et dans la région environnante du département de La Guajira, le plus septentrional du pays.

## Population
En 2013, le Dossier d'Éthique Économique : les communautés indigènes de la Sierra Nevada de Santa Marta en Colombie de Quentin Dechezlepretre, édité par l'Université de Versailles-Saint-Quentin-en-Yvelines, mentionne le nombre de 15 000 Wiwas.

## Langues
La langue de ce peuple est le damana (ou malayo) dont l'écriture se décline en alphabet latin. Le damana appartient à la filiation des langues chibchanes
L'espagnol est aussi employé.

## Histoire
Les Wiwas, ainsi que les Arhuacos, les Kogis et les Kankuamos, sont les descendants de la civilisation amérindienne des Tayronas. Issus de la civilisation précolombienne, ils sont les héritiers des Mayas et les survivants des Tayronas qui furent massacrés au XVIe siècle lors de la conquête espagnole.
Les Wiwas occupent les terres les plus basses de la Sierra Nevada de Santa Marta. Cette situation géographique permettant un processus de transculturation plus rapide que pour les peuples voisins, les Wiwas doivent lutter farouchement pour conserver leur identité culturelle.

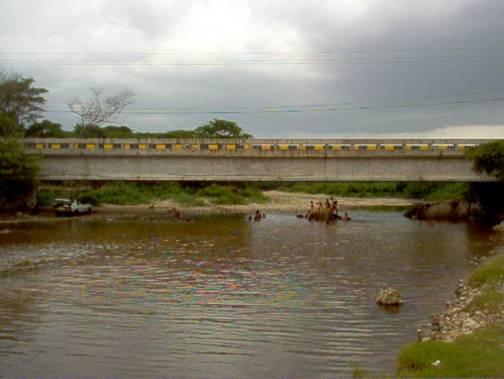
Le río Ranchería au niveau de Fonseca.

Les Wiwas sont victimes des migrations des paysans recherchant des terres. Chassés par les grands propriétaires latifundiaires, ils sont repoussés vers des terres plus élevées. Depuis la fin du XVIIIe siècle, l'élevage est l'activité principale des grands propriétaires qui développent leurs domaines. « L'inégalité de fait entre les indigènes et les non indigènes s'est concrétisée par la réforme agraire qui a porté un coup définitif à la propriété collective des Indiens de la Sierra Nevada de Santa Marta. ».
Les Wiwas subissent de graves atteintes aux droits de l'homme, atteintes provenant d'organisations paramilitaires qui ont le soutien des forces armées : harcèlements, destructions de leurs habitations et de leurs lieux de culte, assassinats ou tentatives d'assassinats de leurs responsables culturels. Dès 2002, les premiers barrages routiers sont mis en place et 1 500 personnes doivent quitter leur lieu de vie.
En avril 2005, le Haut Commissariat des Nations unies pour les réfugiés (HCR) appelle les autorités colombiennes à « prendre des mesures urgentes pour protéger les communautés indigènes et leurs leaders et à enquêter sur tous les meurtres et autres crimes commis à leur encontre ». Le HCR appelle aussi toutes les parties à « respecter les droits de la population civile et à cesser d'impliquer les civils dans le conflit ».
Le peuple Wiwa a beaucoup souffert lors de la construction du barrage d'El Cercado, sur le Río Ranchería, inauguré en novembre 2010. Une seule rencontre a été prévue, en mai 2005, entre les délégués wiwas et l'Agence environnementale régionale. Les Wiwas furent expulsés de la zone concernée par le barrage et les enfants ne purent plus aller à l'école se trouvant de l'autre côté du barrage.
Le 6 octobre 2014, la foudre frappe la maison traditionnelle où se réunissent les chefs spirituels wiwas. Dans la maison calcinée, onze d'entre eux meurent foudroyés et dix-huit sont blessés.
Le 9 avril 2015, les Wiwas, les Kankuamos et les Yukpas effectuent une marche pour la paix en Colombie.

## Situation politique

### Organisation politique et autorités indigènes
Les Wiwas se sont organisés, avec trois autres peuples, distincts mais apparentés, vivant également sur les versants de la Sierra Nevada de Santa Marta, les Arhuacos, les Kogis et les Kankuamos, en mouvements politiques importants pour défendre leurs droits.
L'organisation politique Gonawindúa Tayrona (OGT), fondée par les mamos (les prêtres ou sages) des Wiwas, Arhuacos et Kogis le 21 janvier 1987 afin de défendre leurs intérêts face à l'augmentation des pressions occidentales, est leur porte-parole. Le Gonawindúa Tayrona envoie des délégations à Bogota afin de rencontrer des ministres et des fédérations des droits de l'homme. La juridiction et la compétence de l'OGT représentent 60 villages indigènes et couvrent une superficie de 428 432 hectares.
L'organisation Wiwa Yugumayun Bunkwanarwa (OWYB) représente le peuple wiwa.
Les délégués des populations indigènes n'ont pas le pouvoir de prendre des décisions au nom de la communauté. Ces décisions doivent être prises par le Conseil des autorités traditionnelles qui représente les peuples de la Sierra Nevada de Santa Marta à l'échelle nationale et internationale.

### Soutiens institutionnels et associatifs
En Colombie, l'UNHCR « agit pour protéger les droits des populations indigènes, pour promouvoir la participation des femmes indigènes dans les processus de décisions de leurs communautés et pour renforcer les organisations indigènes en vue d'améliorer leur capacité de réaction ».
Lors de sa conférence de presse du 22 avril 2005 au Palais des Nations, à Genève, le porte-parole du HCR, Ron Redmond, déclare que « l'UNHCR est préoccupé par l'impact grandissant des déplacements forcés et des violences dont sont victimes les peuples indigènes de Colombie. Les attaques à l'encontre des communautés indigènes et de leurs leaders auraient augmenté cette année. On peut même craindre que, si cette tendance se confirme, quelques-uns des petits groupes les plus vulnérables ainsi que leur culture disparaissent, dans la mesure où ils sont dispersés et éloignés de leurs terres ancestrales pour, peut-être, ne plus y revenir. ».
L'Organisation nationale des indigènes de Colombie (ONIC) est une ONG partenaire de l'UNHCR.
En 1997, l'association TChendukua, dont le siège social est à Vincennes (France), a engagé une démarche de récupération et de restitution aux indigènes des terres de leurs ancêtres, les Tayronas, tout en faisant revivre leur mémoire, leurs traditions. Ainsi, le projet "Mémoire retrouvée" représente plus qu'une démarche de récupération de terres à des fins agricoles : pour les quatre communautés de la Sierra Nevada de Santa Marta, les Wiwas, les Arhuacos, les Kogis et les Kankuamos, « c'est le point de départ d'un important travail d'apprentissage et de redécouverte de leur mémoire[...] ».

## Religion, croyances et sites sacrés

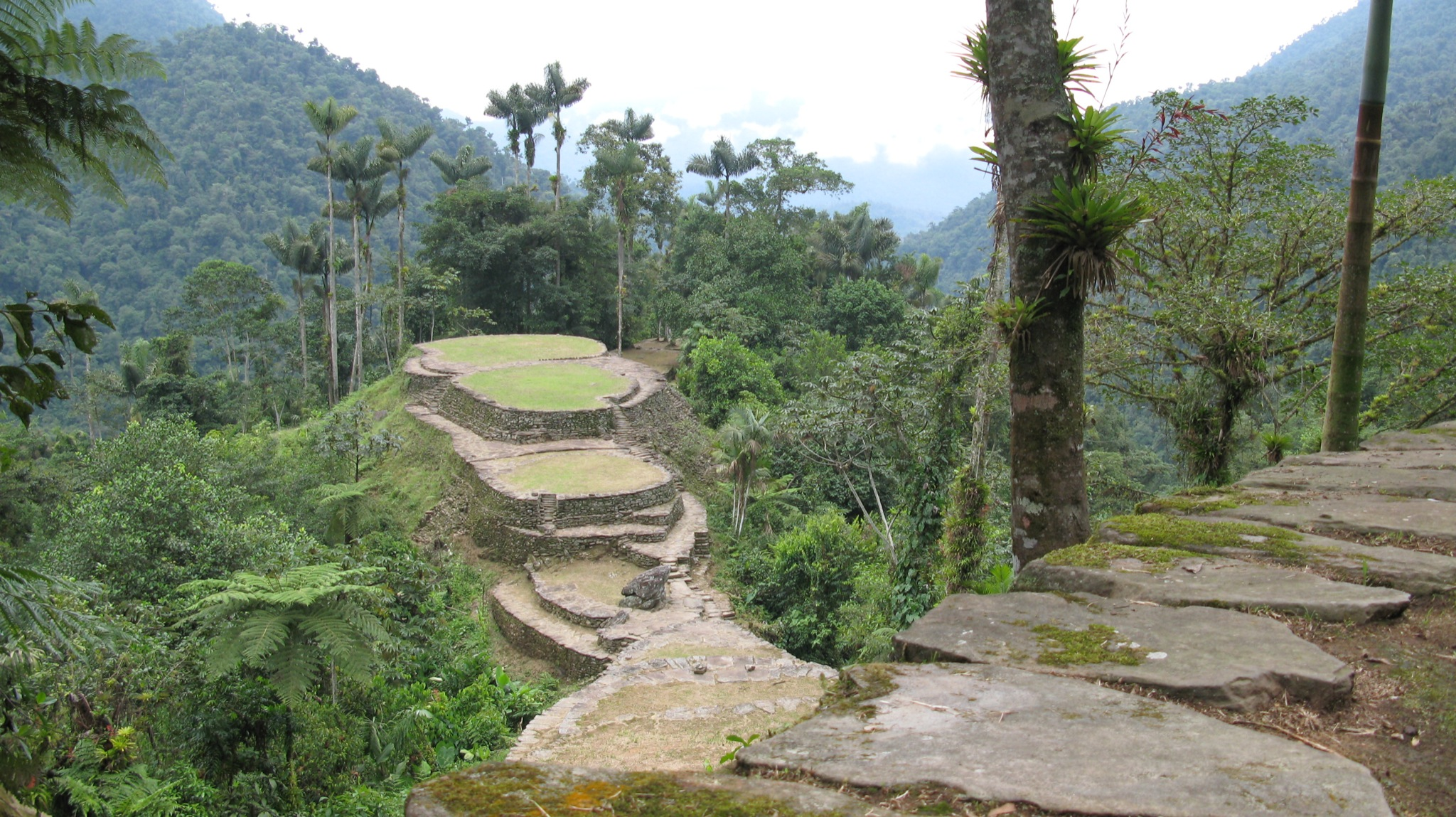
Ciudad Perdida (dans la Sierra Nevada de Santa Marta)

Les Wiwas conservent leur mythologie et leurs traditions anciennes. Pour eux, la Sierra Nevada de Santa Marta représente « le cœur du monde » et maintient l'équilibre spirituel et écologique de la « Terre Mère ». Elle est entourée par une « ligne noire » (« línea negra ») imaginaire, qui relie les sites sacrés de leurs ancêtres et délimite ainsi leur territoire. Cette ligne noire est reconnue par la Colombie et stipulée dans la résolution no 00002 prise par l'État en 1973.
Le mode de vie des Wiwas est étroitement relié à leur relation à la nature. Pour eux, la création représente un « grand Tout dans lequel chacun a un rôle à jouer. ».
Pour les peuples indigènes de la Sierra Nevada de Santa Marta, Ciudad Perdida (Cité perdue), ou parc archéologique Teyuna, est « sacrée, inaliénable, garante de leur culture et de l'équilibre du monde [...] Mais ils ont le sentiment de voir leur site sacré spolié par des entreprises d'excavations qui impliquent une fuite des objets sacrés vers l'extérieur et les musées nationaux. ».
Dans leur spiritualité et leur vision du monde, « la relation à la terre vivante tient une place majeure ».

## Économie

### Principales activités
Leurs principales activités sont l'agriculture, l'élevage, l'artisanat et la chasse.

### Agriculture
Les familles ont généralement plusieurs petites parcelles avec différents étages géologiques, où elles produisent : café, maïs, manioc, banane plantain, jute, haricots et arbres fruitiers.

### Élevage
Leurs principaux élevages concernent les mules, les bovins et les caprins.

### Économie occidentalisée
Deux fils d'un mamo (prêtre ou sage religieux) créent, en 2007, une agence de tourisme afin que la communauté des Wiwas participe au développement du secteur du tourisme dans la Sierra Nevada de Santa Marta. Les fils du mamo veillent à la formation de jeunes Wiwas en tant que guides et cuisiniers dans les excursions conduisant à la Ciudad Perdida (Cité perdue).

### Filmographie
- Résistance sur la ligne noire, film documentaire d'Amado Villafana, Saul Gil et Silvestre Gil Sarabata.